# Hibiscus paludicola
Hibiscus paludicola är en malvaväxtart som beskrevs av Paul Arnold Fryxell och Krapov.. Hibiscus paludicola ingår i Hibiskussläktet som ingår i familjen malvaväxter. Inga underarter finns listade i Catalogue of Life.